# Loïc Depecker
Loïc Depecker, né le 20 mars 1954, est un linguiste français, spécialisé en terminologie scientifique et technique et lexicologie.

## Biographie
Ancien élève de l'École normale supérieure (Paris) (1976), Loïc Depecker est agrégé de grammaire (reçu troisième au concours).
Il exerce plusieurs fonctions dans les services du Premier ministre : Haut Comité de la langue française (1980-1984) ; Commissariat général à la langue française (1984-1989) ; délégation générale à la langue française (Premier ministre, 1988-1994, puis ministère de la Culture, 1994-1996) comme responsable du service de terminologie (1984-1996), puis conseiller scientifique (1996-1998). Il est parallèlement conseiller auprès de la Commission européenne (DG XIII) (1996-2006).
Tout en étant professeur agrégé (PRAG) à l'université de Paris III de 1996 à 2001, Loïc Depecker est chargé de cours en DESS d'ingénierie multilingue à l'Institut national des langues et civilisations orientales (1986-2006) et à Paris VII (1998-2002).
Après avoir passé son habilitation à diriger des recherches en 2000, il est élevé en 2001 Professeur en sciences du langage à l'université Sorbonne Nouvelle - Paris III.
Il est président créateur de la Société française de terminologie (1999-2023).
Il a été secrétaire général de Realiter (Réseau panlatin de terminologie) dont il est l'un des créateurs (1993), fonctionnant au sein de l'Union latine (1997-2002).
Il est nommé le 21 mai 2015 en conseil des ministres délégué général à la langue française et aux langues de France auprès du ministre de la Culture et de la Communication, préfigurateur de l'Agence de la langue française, et remplacé le 14 novembre 2018 par Paul de Sinety

## Prix et distinctions
- Prix Saintour de l'Académie française 1989
- Prix Pierre Larousse 1995 pour sa thèse, publié chez Larousse sous le titre L'invention de la langue, le choix des mots nouveaux
- Prix Logos 2001
- 2002 :  Chevalier de l'ordre des Arts et des Lettres
- 2011 :  Officier de l'ordre des Arts et des Lettres
- 2016 :  Chevalier de l'ordre des Palmes académiques
- 2017 : Ordre des francophones d'Amérique